# 吉田和夫 (工学者)
吉田 和夫（よしだ かずお、1949年9月22日 - 2008年3月19日）は、日本の工学者。慶應義塾大学理工学部教授、慶應義塾大学常任理事。専門は振動工学、制御工学、ロボット工学。学位は、工学博士（慶應義塾大学）。

## 人物
東京都出身。1973年、慶應義塾大学工学部機械工学科卒業。1975年、同大学大学院修士課程工学研究科機械工学専攻修了。1978年、同大学大学院工学研究科博士課程修了。工学博士。その後、慶應義塾大学理工学部システムデザイン工学科教授、慶應義塾常任理事、日本機械学会機械力学・計測制御部門長などを歴任した。
ロボカップに代表される自律移動ロボットの制御手法、自動車や鉄道の車輌ダイナミクスとその制御、機械、建築、宇宙などの構造物の振動制御、知的制御手法およびシステム生命化方法論などに関する研究を行った。また、ロボカップ大会やカンサット大会において優勝しているチームを率いた。
COE採択メンバー・拠点リーダーであった。慶應義塾大学大学院、機械・土木・建築分野21世紀COEプログラム・知能化から生命化へのシステムデザイン。
主な指導学生には、慶應義塾大学大学院システムデザイン・マネジメント研究科教授の西村秀和などがいる。読売テレビアナウンサーの吉田奈央は娘である。
2008年3月19日、心不全のため神奈川県横浜市鶴見区の病院で死去した。58歳没。

## 編著
- 『生命に学ぶシステムデザイン 知能化から生命化へのパラダイムシフト』編著 コロナ社 2008